# 211 TCN
211 TCN là một năm trong lịch La Mã.